# Карпенки-Логвинови
Карпенки-Логвинови (пол. Karpienko, рос. Карпенки-Логвинови) — козацько-старшинський, а пізніше дворянський рід.

## Походження
Нащадки (?) Логвина Карпенка, сотника Короповського (до 1729 р.).

## Опис герба
В блакитному полі три золотих зірки (2 і 1). (Карп)
Щит увінчаний дворянськими шоломом і короною. Нашоломник: чотири страусиних пера.